# The Twinkle Brothers
The Twinkle Brothers est un groupe de reggae fondé en 1962 dans les ghettos de Falmouth en Jamaïque, composé de trois frères (Ashton, Ralston et Norman Grant) + (Eric Barnard  au piano ,Karl Hyatt  aux percussions et Albert Green au congas) Twinkle signifie « scintillement » en anglais.

## Biographie
Fondé en 1962 le groupe commence à faire de la musique avec des guitares et des batteries fabriquées avec des boîtes de conserves et des bouteilles en plastique. Ils participent ensuite à un tremplin de jeunes talents où ils gagnent régulièrement à l'échelon local et national, jusqu'à leur victoire au concours national dans la catégorie "groupes", et "solo" pour un des musiciens du groupe (Norman).
Ils rejoignent pour quelque temps seulement le groupe The Cardinals composé d'habitants de leur ville. Ils décident par la suite d'auditionner dans les studios de Kingston. Un album solo de Norman est enregistré sous le label Beverly (1966) "Somebody please help Me", puis le trio ensemble pour l'enregistrement d'un album sous le label de Treasure Isle, avant d'enregistrer pour des producteurs et musiciens  tels que Lee Perry ou Duke Reid.
C'est en 1970 qu'ils créent leur propre label "Twinkle Music" . En 1975, leur album Rasta pon top grimpe au sommet des ventes, ainsi que les albums Love, Praise Jah ou plus récemment Countrymen. Après s'être lancé dans une carrière solo d'une courte durée, Norman Grant rejoint le groupe Inner Circle alors affaiblis par la disparition de Jacob Miller. Deux ans plus tard, il retrouvera finalement Ashton et Ralston  (ses frères).

## Discographie
- 1971 - It's Not Who You Know
- 1975 - Rasta Pon Top
- 1977 - Miss Labba Labba
- 1978 - Love * 2002 Old Time Something
- 1979 - Jahoviah / Free Africa
- 1979 - Praise Jah
- 1980 - Countrymen
- 1981 - Me No You, You No Me
- 1982 - Live at Reggae Sunsplash
- 1982 - Underground
- 1983 - Burden Bearer
- 1983 - Crucial Cuts
- 1984 - Enter Zion
- 1985 - Anti-Apartheid
- 1985 - Kilamandjaro
- 1987 - Breaking down the Barriers
- 1988 - Equality and Justice
- 1989 - New Songs for Jah
- 1989 - Chant Rastafari
- 1990 - Respect and Honor
- 1990 - Free Africa
- 1991 - All the Hits vol. 1
- 1992 - Babylon Rise Again
- 1994 - All the Hits vol. 2
- 1995 - Chant Down Babylon
- 1996 - Final Call
- 2000 - Heart To Heart
- 2001 - Live At Maritime Hall: San Francisco (2B1)
- 2002 - Old Time Something (Twinkle)
- 2002 - Will This World Survive (Twinkle)
- 2004 - The Youthful Warrior (Twinkle)
- 2004 - Give The Sufferer A Chance (Twinkle)
- 2008 - Songs of Glory/Pieśni chwały (Warsaw) - (with Trebunie Tutki)
- 2011 - Offend Them (Sip a cup LP)